# Anna Davin
Anna Davin (1940) es una académica, historiadora de la comunidad, escritora, y feminista inglesa; se ha destacado por sus estudios de comunidades de clase trabajadora y sus contribuciones a la política feminista; y, a la escritura de la historia. desarrollando actividades académicas y científicas en el "profesorado de historia" e investigadora en la Universidad Middlesex.

## Biografía
Es hija de Dan y Winne Davin, habiendo vivido la familia en Oxford, porque sus padres trabajaban en la Oxford University Press. En 1958, se casó; y, luego se dedicó a la crianza de sus hijos, pero regresó a la educación; y estudió historia en la Universidad de Warwick de 1966 a 1969. Allí, en 1968, fue miembro fundadora del Grupo de Liberación de Mujeres.
La experiencia de criar hijos; y, volver a la educación significó que ella "estaba pensando en la clase y el género con mucha fuerza". En 1970, comenzó a estudiar para un PhD por la Birkbeck College de Londres. Mientras allí, se unió al Grupo de Liberación de Mujeres de Stratford (ayudando a producir su publicación, Shrew (Musaraña)) y al Grupo de Historia del feminismo en Pimlico. Y, también, en la década de 1970, se involucró en el "Movimiento de Talleres de Historia"; en 1976, fue editora fundadora de la revista History Workshop Journal. Entre 1972 y 1974, participó en las "Autobiografías Populares" del barrio londinense de Hackney, un proyecto de historia oral, coorganizado con la Asociación Educativa de Trabajadores de Hackney.
En 1979, comenzó a dar clases, de seis semanas de historia, en la Universidad de Binghamton; y,  durante los años ochenta, enseñó en clases nocturnas, en Londres. Y, en la década de 1990, regresó a sus estudios de doctorando; obteniéndolo, tras la defensa de su tesis: "Work and school for the children of London's labouring poor in the late nineteenth century and early twentieth century" ("El trabajo y la escuela para los niños de los trabajadores pobres de Londres, de finales del siglo XIX y principios del siglo XX"). En los 90, Davin fue miembro investigador, en la Universidad de Middlesex, y publica en 1996, el libro, Growing Up Poor.

## Obra

### Algunas publicaciones
- "Imperialism and motherhood", History Workshop Journal 5 (1978): 9–65.

- Growing Up Poor: Home, School and Street in London 1870-1914 289 p. (Londres: Rivers Oram Press, 1996) ISBN 185489062X ISBN 9781854890627